# Paul Gray (Musiker, 1972)

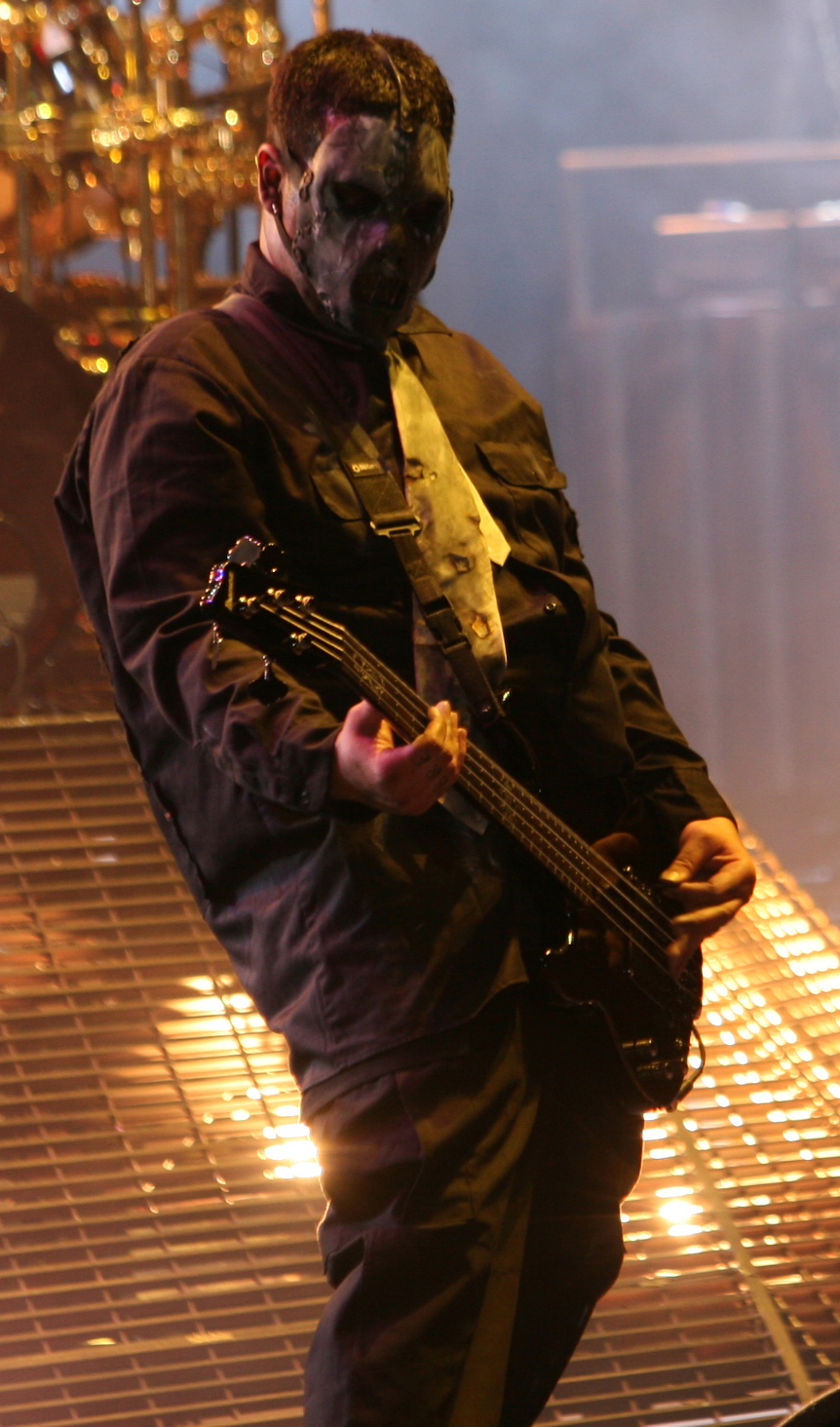
Paul Gray

Paul Dedrick Gray (* 8. April 1972 in Los Angeles, Kalifornien; † 24. Mai 2010 in Urbandale, Iowa) war ein US-amerikanischer Musiker. Bekannt wurde er als Bassist der Nu-Metal-Band Slipknot.

## Leben

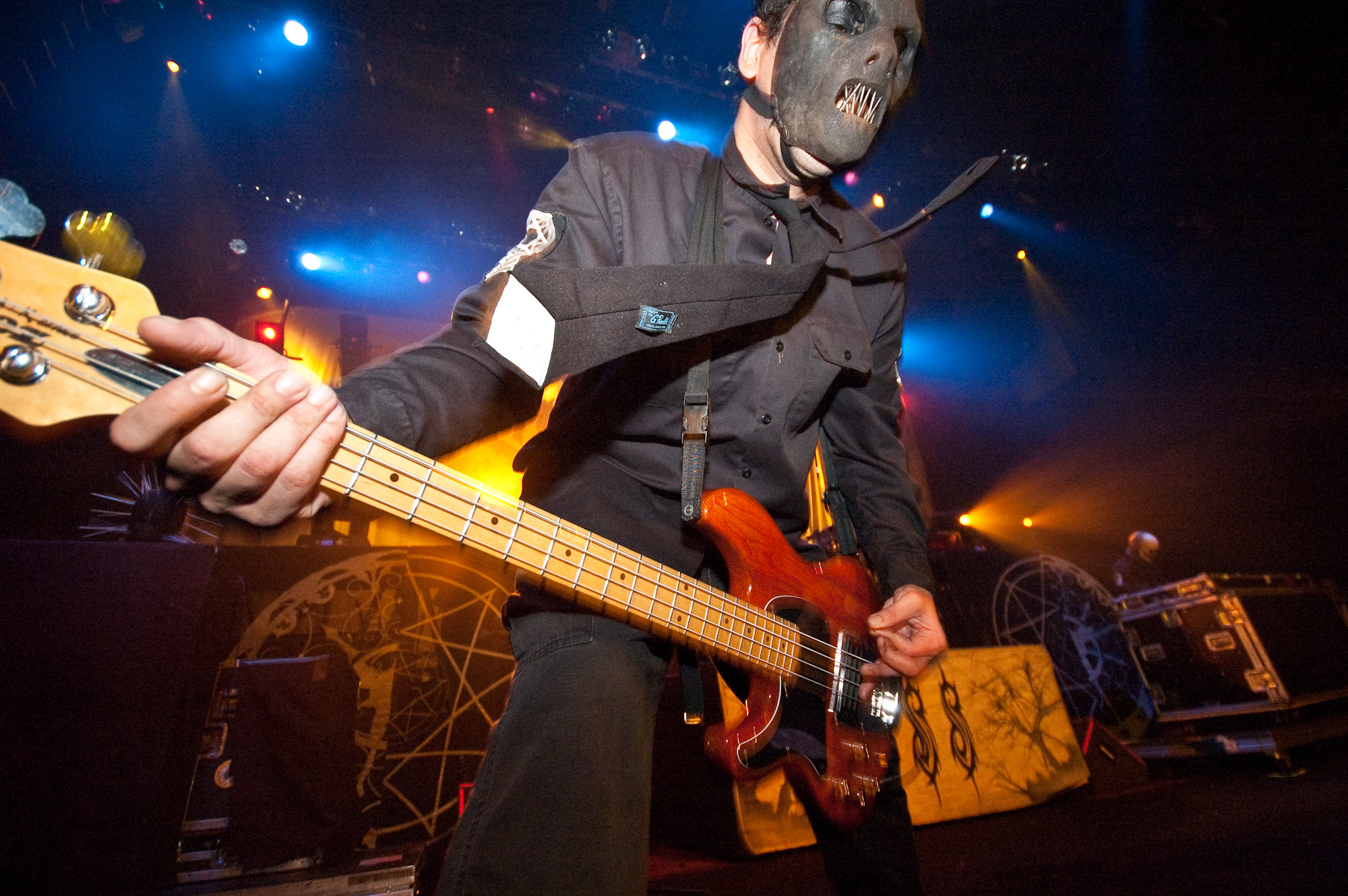
Paul Gray, 2005

Gray zog in jungen Jahren nach Des Moines, Iowa. Bevor er zusammen mit Shawn Crahan (Perkussion), Anders Colsefini (Gesang, bis 1997), Donnie Steele (Lead-Gitarre, bis 1996) und Kun Nong (Rhythmus-Gitarre, bis 1995) Slipknot gründete, spielte er in der Band VeXX (1989–1991). 1993 folgte die Death-Metal-Band BodyPit. In dieser spielte er bis 1995 zusammen mit Mick Thomson (Gitarre), Donnie Steele (Gitarre), Danny Spain (Schlagzeug) und Anders Colsefini (Gesang). Er war zudem kurzzeitig Mitglied der Grindcore-Band Anal Blast.
Gray wurde am 24. Mai 2010 um 10:50 Uhr Ortszeit in seinem Hotelzimmer in den TownePlace Suites in Urbandale von einem Hotelmitarbeiter tot aufgefunden. Die Todesursache war zunächst unklar, eine erste Autopsie blieb ohne Befund. Eine folgende toxikologische Untersuchung ergab, dass eine Überdosis Morphium und Fentanyl in Kombination mit einer vorliegenden Herzerkrankung Ursache des Todes gewesen waren. Slipknot präsentierten sich gemeinsam mit Grays Bruder und Witwe am 25. Mai 2010 im Rahmen einer Pressekonferenz. Alle Mitglieder der Band traten dabei unmaskiert auf.
Am 17. August 2010, 85 Tage nach dem Tode Grays, brachte seine Witwe Brenna die gemeinsame Tochter October Dedrick Gray zur Welt. Diese trägt somit den gleichen zweiten Vornamen wie ihr zuvor verstorbener Vater.
Am 5. September 2012 wurde Grays Arzt, Daniel Baldi, in Des Moines wegen fahrlässigen Totschlags in acht Fällen angeklagt. Er soll seinen Patienten zu hohe Dosen Schmerzmittel verschrieben haben, was schließlich zu deren Tod führte. Die verbliebenen Bandmitglieder äußerten sich hierzu in einem Statement auf der Website Slipknots betroffen und empört, der Arzt müsse einer gerechten Strafe zugeführt werden. Am 3. August 2014 wurde bekannt gegeben, dass die Witwe Brenna in ihrer Anklage gescheitert ist. Über andere Verfahren ist nichts bekannt.

### Trivia
Zu Anfang seiner Zeit bei Slipknot trug Gray Schweinsmasken. Seit dem dritten Album Vol. 3: (The Subliminal Verses) benutzte er eine an Hannibal Lecter erinnernde Maske.
Diese Masken sind ein Markenzeichen Slipknots.
Grays Spitznamen innerhalb der Band und für seine Fans waren Balls und The Pig. Letzterer entstand wegen seiner Schweinsmaske. Außerdem war er Linkshänder und spielte daher einen Linkshänder-Bass (Ibanez PGB1L). Anfang 2011 brachte Ibanez dann den PGB2T Paul Gray Tribute Bass heraus, auf dessen Vorderseite ein Bild Grays und das Bandlogo von Slipknot lackiert ist.
Das 2014 erschienene Album .5: The Gray Chapter ist Gray gewidmet.
Zudem trägt Slipknot-Sänger Corey Taylor ein Bild von Gray mit Maske auf seinem Unterschenkel tätowiert.

## Bands
- VeXX (1989–1991)
- Inveigh Catharsis (1991–1993)
- BodyPit (1993–1995)
- Slipknot (1995–2010)

## Ausrüstung
- Ibanez ATK Paul Gray Signature
- Warwick Thumb Paul Gray Signature
- Warwick Corvette 4 string
- Warwick Streamer Jazzman Custom 5 string
- Warwick Streamer Stage II
- Peavey GPS 2600 Power Amps
- Peavey Pro 1600 Watt Topteile
- Warwick Corvette Standard 4-String